# 律实县

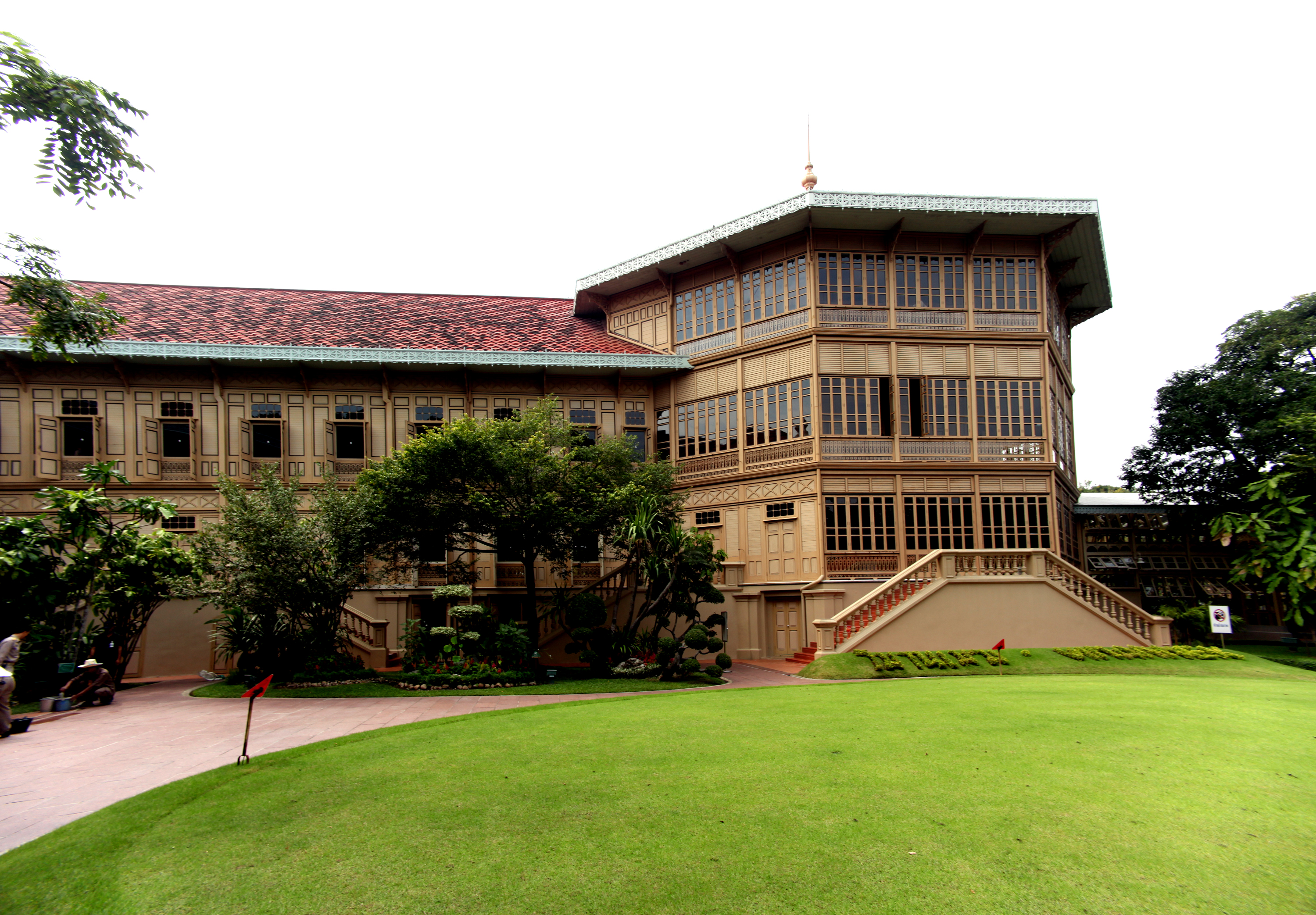
维曼默宫

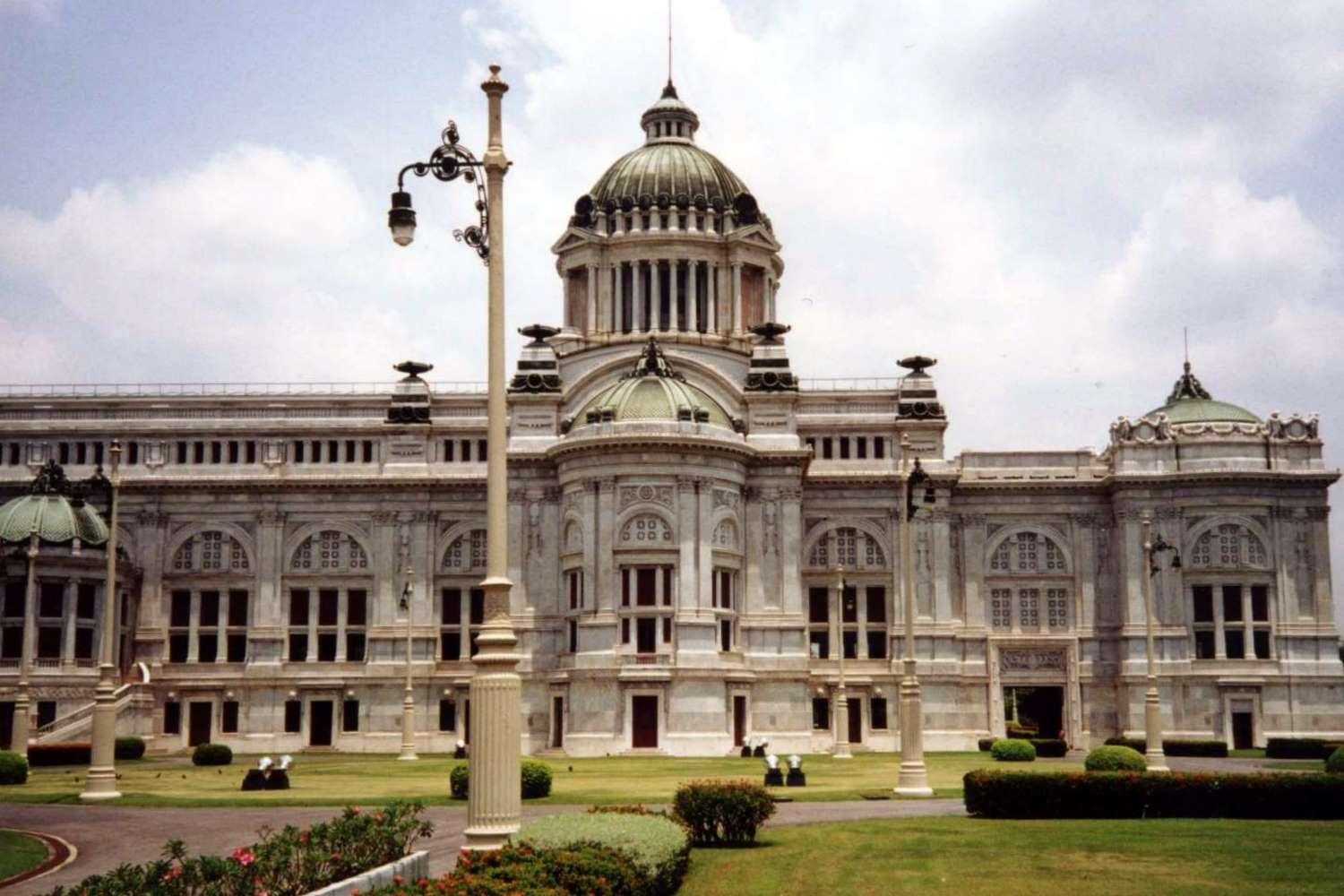
阿南达沙玛空皇家御会馆

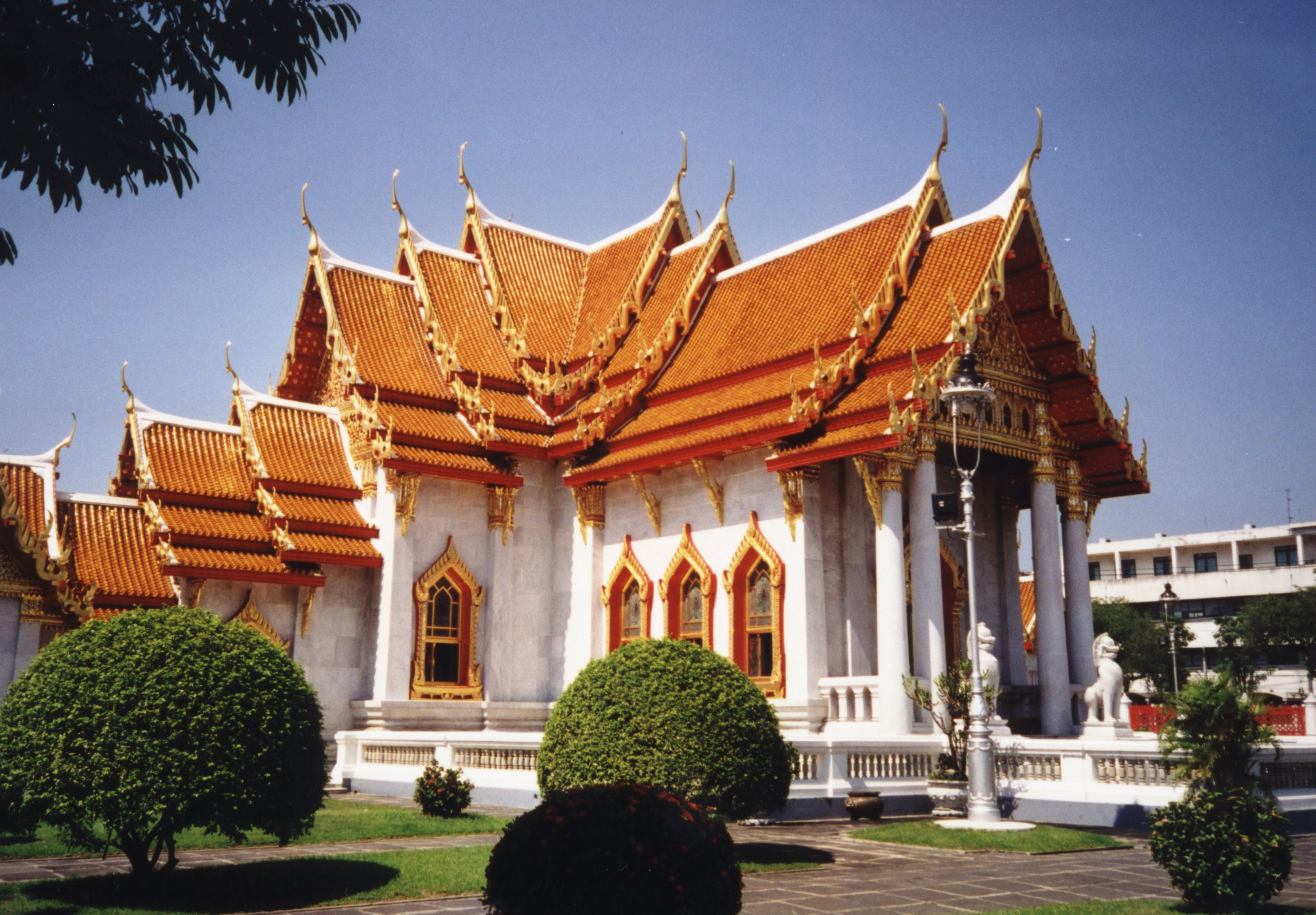
云石寺

律实县（音素換寫：Dus̄it，皇家轉寫：Dusit）是组成曼谷的50个區之一，因县内律实宫得名。律实县是泰国的行政中心，国会、王宫和一些部都位于此县。
与它邻近的县依顺时针方向从北开始为：挽賜縣、披耶泰縣、拉差贴威縣、巴吞旺縣、邦巴沙都拍縣、拍那空縣，以及昭披耶河对岸的曼盼縣。
律实县由五世王朱拉隆功创建，他希望逃离拉达那哥欣岛的杂乱喧嚣。
维曼默宫原在春武里府的西昌岛，兴建于1900年到1901年，用金桃花木建造，一度用作王宫，1908年废弃。1992年在律实县重建，为重要观光景点。
迟塔拉达宫由六世瓦栖拉兀兴建，是今日的泰国王宫。王宫周围的大型公园被已故国王普密蓬·阿杜德用于农业研究。
律实县的重要建筑还有阿南达沙玛空皇家御会馆（Ananta Samakhom Throne Hall），曾是拉玛五世的另一处宫殿，后来作为第一个议会大厦。它是由意大利建筑师安尼巴·莱里戈蒂和马里奥·塔马尼奥兴建于1907年至1915年。建筑旁边是安彭花園（Suan Amporn），以及街对面的律实动物园。阿南达沙玛空皇家御会馆前的广阔空间是五世王广场，在广场中间是五世王骑马像。
在安彭花園和皇家广场举行各种活动，包括曼谷多所大学的毕业典礼。
国会大厦、总理府等重要行政机构均位于律实县。
该县最著名的佛寺为云石寺（Wat Benchamabophit），是拉玛五世的皇家寺庙。

地图